# 平井真軌
平井 真軌（ひらい まき、1969年1月4日 - ）は、京都府出身の俳優。仕事（無名塾）所属。
身長178cm。体重77kg。血液型A型。特技はアメリカンフットボール、野球、殺陣。金沢大学卒業。
妻は女優の中原果南。

## 出演

### 映画
- 宣戦布告（2002年）
- 静かなるドン 新章（2009年）
- いのちの山河 日本の青空II（2009年）
- 踊る大捜査線 THE FINAL 新たなる希望（2012年）
- アウトレイジ ビヨンド（2012年）
- 永遠の0（2013年）
- 帰郷（2019年）

### テレビドラマ
NHK
- 大河ドラマ
  - 元禄繚乱（1999年） - 徳造 役
  - 八重の桜（2013年）
- お登勢（2001年） - 吉田稔麿 役
- ちいさこべ〜若棟梁と九人の子〜（2006年）
- 隠密八百八町（2011年） - 蓑田
- 新選組血風録（2011年）

日本テレビ
- 火曜サスペンス劇場
  - 身辺警護5（2000年） - 国枝篤
  - 凍えるキリン（2001年）
  - 指名手配4（2001年）
  - 刑事・鬼貫八郎13（2001年） - 岡部真吾

TBS
- 月曜ミステリー劇場 垂里冴子のお見合い事件帖（2000年）
- 水戸黄門
  - 第31部（2003年） - 柊又四郎
  - 第32部（2003年） - 沢田清五郎
  - 第33部（2004年） - 高岡平八郎
  - 第42部（2010年） - 石森弥源太

フジテレビ
- 金曜エンタテインメント 宮之原警部 こころの事件簿（1998年）
- いのちの器（1998年）
- 女優・杏子（2001年）
- 踊る大捜査線 THE LAST TV サラリーマン刑事と最後の難事件（2012年）

テレビ朝日
- はぐれ刑事純情派スペシャル（1999年）
- 警察署長2（2001年）
- 剣客商売4（2003年） - 藤堂鉄之助
- ダムド・ファイル（2003年）
- PS羅生門 警視庁東都署（2006年）
- 土曜ワイド劇場（2006年）
  - 終着駅シリーズ20 - 岩崎刑事
  - 検事・朝日奈耀子5 - 木内のぼる
- 八州廻り桑山十兵衛〜捕物控ぶらり旅（2007年）
- おみやさん6（2009年） - 大塚正雄
- 相棒 season15 第7話（2016年11月23日）、season17 第10話（2019年1月1日） - 結城守

テレビ東京
- よろずや平四郎活人剣（2007年）
- 巨悪は眠らせない 特捜検事の逆襲（2016年）

WOWOW
- だから殺せなかった（2022年）

BSスカパー!
- 鬼平外伝 熊五郎の顔（2011年） - 山猫の三次
- 果し合い（2015年）

### 舞台
- ソルネス（1995年）
- リチャード三世（1996年）
- いのちぼうにふろう物語（1997年）
- 夢の女（1998年）
- マリアの首（1999年）
- ベクター（2000年）
- ウィンザーの陽気な女房たち（2001年）
- いのちぼうにふろう物語（2004年）
- 平家物語の夕べ（2006年）
- ボールは高く雲に入り（2007年）
- マクベス（2010年）
- 無明長夜（2012年）
- ロミオとジュリエット（2013年）
- おれたちは天使じゃない（2016年）
- 檸檬の島（2017年）
- かもめ（2018年）
- 野鴨（2019年）
- タルチュフ（2020年）
- 幽霊（2024年）[4]

### CM
- 積水ハウス BeSai+e Airkis
- カルピスバター
- 資生堂エリクシール

### VP
- 国税局 STEP BY STEP

### ラジオドラマ
- 青春アドベンチャー 神去なあなあ日常（2010年）